# Битва при Танханпхо (1592)
Битва при Танханпхо (кор. 唐項浦海戰, 당항포 해전, яп. 唐項浦海戦; 13 липня 1592) — морський бій, що відбувся між японським і корейським флотом у бухті Танханпхо в ході Імджинської війни. Третя битва другої кампанії Лі Сунсіна.

## Короткі відомості
Після битви при Танпхо 10 липня 1592 року корейський флот під командуванням Лі Сунсіна і Вон Гюна вийшов у відкрите море. 12 липня він об'єднався із силами правого флоту провінції Чолла піл проводом адмірала Лі Оккі. Разом корейська ескадра складалася з 49 суден класу пханоксон і 2 «кораблів-черепах» кобуксонів.
Того ж дня Лі Сунсін отримав повідомлення від жителів острова Коджо, що у бухті Танханпхо стоять на відпочинку 26 японських кораблів. Зранку 13 липня , під прикриттям туману, корейська ескадра наблизилась до бухти і виявила противника. Лі Сунсін вислав вперед 4 пханоксони і «корабель-черепаху», які відкрили вогонь по японцях. 
Хоча адмірал міг знищити ворожі судна прямо в бухті, він задумав виманити їх у море, щоб уцілілі японські вояки не помстилися місцевому населенню. Через 5 кораблів, що атакували, почали удаваний відступ, заманюючи противника. Японське командування вирішило наздогнати їх і пустило за ними усі 26 кораблів. Коли японські судна вийшли в море, усі кораблі корейського флоту оточили їх і почали поливати артилерійським вогнем. Декілька суден вирвалися з оточення, але були потоплені корейцями у погоні.